# Nicoraepoa
Nicoraepoa es un género de plantas herbáceas perteneciente a la familia de las poáceas.  Es originario de los Andes.  Comprende 6 especies descritas.

## Taxonomía
El género fue descrito por Soreng & L.J.Gillespie y publicado en Annals of the Missouri Botanical Garden 94(4): 842. 2007. La especie tipo es: Nicoraepoa andina (Trin.) Soreng & L.J.Gillespie	

## Especies
- Nicoraepoa andina (Trin.) Soreng & L.J.Gillespie
- Nicoraepoa chonotica (Phil.) Soreng & L.J.Gillespie
- Nicoraepoa erinacea (Speg.) Soreng & L.J.Gillespie
- Nicoraepoa pugionifolia (Speg.) Soreng & L.J.Gillespie
- Nicoraepoa robusta (Steud.) Soreng & L.J.Gillespie
- Nicoraepoa subenervis (Hack.) Soreng & L.J.Gillespie